# Giuliana Forneris
Giuliana Forneris (1946) es una botánica, fitosocióloga, profesora, taxónoma, conservadora y exploradora italiana.
Desarrolla actividades académicas y científicas en el Departamento de Botánica, ecológica y geológica, de la Universidad de Turín.
Sus principales líneas de investigación son: biología vegetal, biología de la conservación, ecología vegetal, biodiversidad, ambiente costero, Long Term Ecological Research - LTER.

## Algunas publicaciones
- d. Bergero, giuliana Forneris, i. Palmegiano, i. Zoccarato, l. Gasco, b. Sicuro. 2001. A description ofammonium content of output waters from trout farms in relation to stocking density and flow rates. Ecological Engineering 17: 451 - 455.

- c. Siniscalco, giuliana Forneris. 1999. "Allioni e i botanici esteri suoi contemporanei." Allionia 27: 1985- 1986.

- e. Giuffra, r. Guyomard, giuliana Forneris. 1996. Phylogenetic relationships and introgression patterns between incipient parapatric species of Italian brown trout (Salmo trutta L. complex). Mol. Ecol. 5: 207 - 220.

- giuliana Forneris. 1993. “Spigolature” nelle collezioni dell'Erbario torinese (TO). «Webbia» 48: 267 - 285.

- ----------------------. 1993, Immagini tra orto vivo e orto secco. Estr. da: Museologia scientifica 9: 97 - 118, il. 22 p.

- g. Dal Vesco, giuliana Forneris, a. Pistarino. 1987. Loci classici and type in the works and herbaria of Allioni and Balbis. Allionia 28: 5 – 20.

- g.b. Palmegiano, giuliana Forneris, c. Sarra. 1986. Formulation and nutritional value of some dry diets for penaeids. Rivista Italiano de Piscicultura Ittliopatologia 21: 83 - 89.

### Libros
- castore Durante, giuliana Forneris. 2009. Herbario nuovo di Castore Durante, Venetia, MDCCXVII: conservato presso la Biblioteca del Museo regionale di scienze naturali di Torino. Reimpreso de Priuli & Verlucca, 1717, 601 p.

- laura Guglielmone, giuliana Forneris. 2006. Dall'orto all'erbario, v. 2: L'erbario dell'Università di Torino. Ed. Neos Edizioni, 46 p. ISBN 8888245472, ISBN 9788888245478

- frate Indovino, giuliana Forneris, mariangelo da Cerqueto. 2006. L'orticello di casa. 350 p. ISBN 8881990318 ISBN 978-8881990313

- r. Caramiello, giuliana Forneris. 2004. Le opere minori di Carlo Allioni, dal «Rariorium Pedemontii stirpium» all’ «Auctarium ad Floram Pedemontanam». 264 p. ISBN 9788822253781

- giuliana Forneris. 2001. L'erbario dell'Università di Torino. Pagine di storia e di iconografia nelle collezioni botaniche. Ed. Università degli studi di Torino, 375 p.

- annalaura Pistarino, giuliana Forneris, valeria Fossa. 1999. Le collezioni di Giacinto Abbà: catalogo e note critiche delle raccolte botaniche in Piemonte (1965-1998). Cataloghi 12. Museo Regionale di Scienze Naturali, Torino. Publicó Museo regionale di scienze naturali, 1.188 p.

- giuliana Forneris. 1993. Immagini tra orto vivo e orto secco. 22 p.

- f. Montacchini, m.c. Benedetti, giuliana Forneris. 1982. Carta della vegetazione della valle di Susa ed evidenziazione dell'influsso antropico. Turín, 114 p.

- -----------------, giuliana Forneris. 1982. Flora ornamentale dall'Iconographia Taurinensis. Ed. De Agostini, Novara, 328 p.

- frate Indovino, giuliana Forneris, mario Chiocchia, luciano Matarazzi. 1978. L'orticello di casa. 318 p.

## Honores

### Memmbresías
- de la junta de asesoramiento de la Sociedad Italiana de Ciencias de la vegetación (SISV)
- del Consejo Editorial de publicación científica fitosociología.[5]
- La abreviatura «Forneris» se emplea para indicar a Giuliana Forneris como autoridad en la descripción y clasificación científica de los vegetales.[6]